# وارن هوبورغ
وارن هوبورغ (مواليد 16 سبتمبر 1985) هو مهندس أمريكي ورائد فضاء تابع لوكالة ناسا.